# Lucicutia flavicornis
Lucicutia flavicornis är en kräftdjursart som först beskrevs av Claus 1863.  Lucicutia flavicornis ingår i släktet Lucicutia och familjen Lucicutiidae. Inga underarter finns listade i Catalogue of Life.